# Rödlomme
Rödlomme (Capsella rubella) är en korsblommig växtart som beskrevs av Georges François Reuter. Enligt Catalogue of Life ingår Rödlomme i släktet lommar och familjen korsblommiga växter, men enligt Dyntaxa är tillhörigheten istället släktet lommar och familjen korsblommiga växter. Arten förekommer tillfälligt i Sverige, men reproducerar sig inte. Inga underarter finns listade i Catalogue of Life.

## Bildgalleri

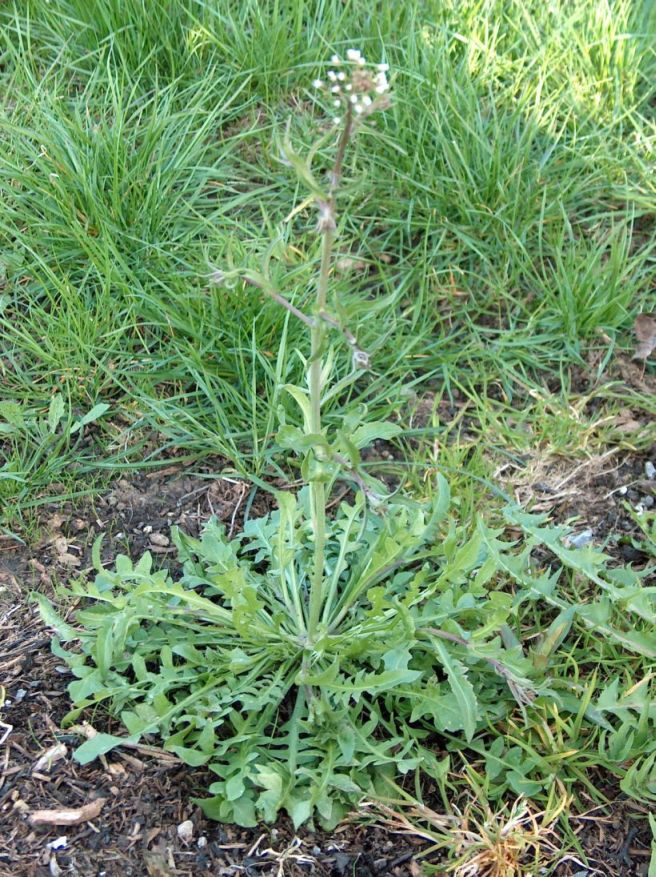
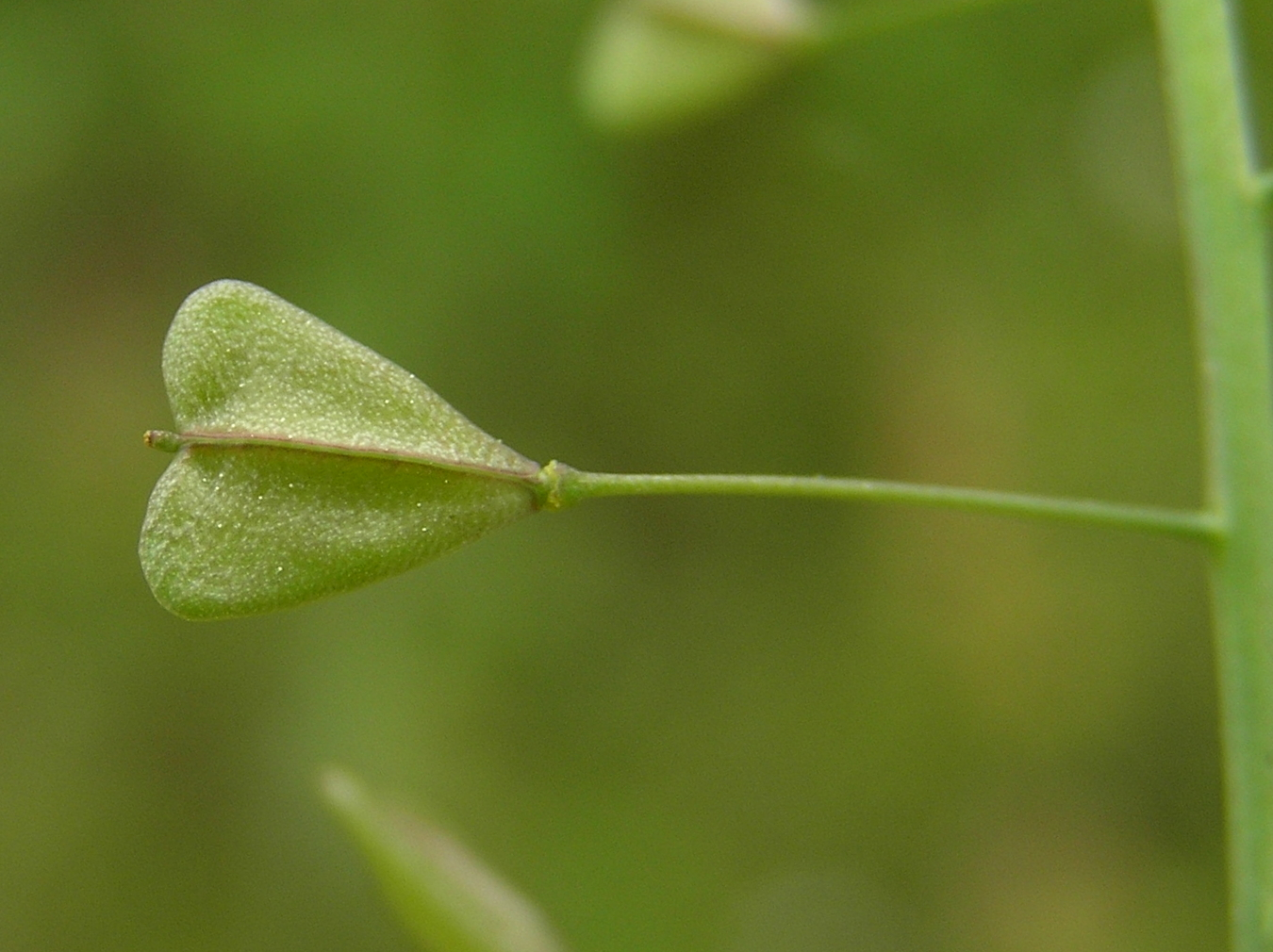